# Ronald Martland
Ronald Martland, né le 10 février 1907 en Angleterre et décédé le 20 novembre 1997, est un avocat et un juge canadien. Il a été juge puîné de la Cour suprême du Canada de 1958 à 1982. Il est le second Albertain à être nommé à la Cour suprême du Canada.

## Biographie
Ronald Martland nait le 10 février 1907 à Liverpool en Angleterre. Sa famille immigre au Canada en 1911 alors qu'il était âgé de quatre ans. Il est diplômé de l'école secondaire à l'âge de 14 ans, mais il est encore trop jeune pour pouvoir étudier à l'université. Il travaille alors en tant que page à l'Assemblée législative de l'Alberta pendant deux ans. Par la suite, il étudie à l'Université de l'Alberta et est diplômé d'un baccalauréat universitaire ès lettres en 1926 et d'un LL.B. en 1928. Ensuite, il reçoit la bourse Rhodes et étudia au Hertford College de l'université d'Oxford d'où il reçoit un autre baccalauréat ès lettres et un BCL en 1931. Pendant qu'il étudie à l'université d'Oxford, il joue pour l'Oxford University Ice Hockey Club. En 1932, il entre au barreau de l'Alberta et a pratique le droit avec la firme Milner, Carr, Dafoe & Poirier pendant plus de 25 ans.
Le 15 janvier 1958, il est nommé juge de la Cour suprême du Canada par le premier ministre John Diefenbaker. Il est juge puîné pour cette cour pendant 24 ans avant de prendre sa retraite le 10 février 1982, une fois atteint l'âge légal maximal de 75 ans. Il décède le 20 novembre 1997 à l'âge de 90 ans.

## Distinctions
- Compagnon de l'ordre du Canada (1982)
- Alberta Order of Excellence (en) (1984)

En plus des distinctions ci-dessus, Ronald Martland a reçu des grades universitaires honoris causa de plusieurs universités incluant l'Université de l'Alberta, l'Université de Calgary et l'Université de King's College.